# Gouvernement Hédi Baccouche I
Pour les articles homonymes, voir Gouvernement Hédi Baccouche.
République tunisienne
Ben Ali Baccouche II
Le premier gouvernement Hédi Baccouche est le huitième gouvernement tunisien formé après l'indépendance et le sixième formé après la restauration du poste de Premier ministre. Son chef, Hédi Baccouche, est nommé Premier ministre le 7 novembre 1987 et assure sa fonction jusqu'au 27 septembre 1989, date à laquelle Hamed Karoui est nommé pour lui succéder.

## Composition
Le 7 novembre 1987, le Premier ministre en fonction, Zine el-Abidine Ben Ali, renverse le président de la République, Habib Bourguiba, pour raisons de santé et accède au pouvoir. Le même jour, il nomme Baccouche comme Premier ministre et annonce la composition de son gouvernement le 8 novembre.

### Premier ministre
| Image | Portefeuille     |  | Nom            | Parti |
| ----- | ---------------- |  | -------------- | ----- |
|       | Premier ministre |  | Hédi Baccouche | PSD   |

### Ministres d’État
| Image | Portefeuille                             |  | Nom         | Parti |
| ----- | ---------------------------------------- |  | ----------- | ----- |
|       | Ministre d'État, ministre de l'Intérieur |  | Habib Ammar | PSD   |

### Ministres
| Image | Portefeuille                                                               |  | Nom                   | Parti       |
| ----- | -------------------------------------------------------------------------- |  | --------------------- | ----------- |
|       | Ministre des Affaires étrangères                                           |  | Mahmoud Mestiri       | PSD         |
|       | Ministre de la Défense                                                     |  | Slaheddine Baly       | PSD         |
|       | Ministre de la Justice                                                     |  | Mohamed Salah Ayari   | Indépendant |
|       | Ministre délégué auprès du Premier ministre, directeur du PSD              |  | Hamed Karoui          | PSD         |
|       | Ministre délégué auprès du Premier ministre chargé de la Planification     |  | Mohamed Ghannouchi    | PSD         |
|       | Ministre délégué auprès du Premier ministre chargé de la Fonction publique |  | Houcine Cherif        | Indépendant |
|       | Ministre de l'Éducation                                                    |  | Tijani Chelli         | PSD         |
|       | Ministre de la Santé                                                       |  | Souad Lyagoubi        | PSD         |
|       | Ministre du Transport et du Tourisme                                       |  | Abderrazak Kéfi       | PSD         |
|       | Ministre de l'Information                                                  |  | Abdelwahab Abdallah   | PSD         |
|       | Ministre de l'Économie nationale                                           |  | Slaheddine Ben Mbarek | PSD         |
|       | Ministre des Finances                                                      |  | Nouri Zorgati         | PSD         |
|       | Ministre de l'Équipement et de l'Habitat                                   |  | Sadok Ben Jemâa       | PSD         |
|       | Ministre des Affaires sociales                                             |  | Taoufik Cheikhrouhou  | PSD         |
|       | Ministre de l'Agriculture                                                  |  | Lassaad Ben Osman     | PSD         |
|       | Ministre de la Production agricole et des Industries agroalimentaires      |  | Mohamed Ghedira       | PSD         |
|       | Ministre de la Jeunesse et des Sports                                      |  | Fouad Mebazaa         | PSD         |
|       | Ministre de la Culture                                                     |  | Zakaria Ben Mustapha  | PSD         |
|       | Ministre de la Communication                                               |  | Brahim Khouaja        | PSD         |

### Secrétaires d'État
| Image | Portefeuille |  | Nom                 | Parti |
| ----- | --- |  | ------------------- | ----- |
|       | Secrétaire d'État auprès du ministre de l'Intérieur                                                                                      |  | Mohamed Karboul     | PSD   |
|       | Secrétaire d'État auprès du ministre de l'Économie nationale chargé de l'Industrie et du Commerce                                        |  | Mondher Zenaidi     | PSD   |
|       | Secrétaire d'État auprès du ministre de l'Économie nationale chargé des Mines                                                            |  | Salah Jebali        | PSD   |
|       | Secrétaire d'État auprès du ministre de la Production agricole et des Industries agroalimentaires chargé des Industries agroalimentaires |  | Abderrahim Zouari   | PSD   |
|       | Secrétaire d'État auprès du ministre de l'Éducation chargé de l'Enseignement primaire et secondaire                                      |  | Mohamed Hédi Khelil | PSD   |
|       | Secrétaire d'État auprès du ministre de l'Éducation chargé de l'Enseignement supérieur                                                   |  | Abdessalem Mseddi   | PSD   |

### Remaniements

#### Remaniement du 27 novembre 1987
| Portefeuille                       | Nom            |
| ---------------------------------- | -------------- |
| Secrétaire général du gouvernement | Houcine Cherif |

#### Remaniement du 4 janvier 1988
| Portefeuille                                                                           | Nom              |
| -------------------------------------------------------------------------------------- | ---------------- |
| Secrétaire d'État auprès du ministre de l'Intérieur                                    | Chédli Neffati   |
| Secrétaire d'État auprès du ministre de la Production agricole et de l'agroalimentaire | Amor Ben Romdhan |

#### Remaniement du 12 avril 1988
| Portefeuille | Nom                    |
| --- | ---------------------- |
| Ministre d'État chargé de la Justice                                                                                       | Slaheddine Baly        |
| Ministre de l'Éducation nationale                                                                                          | Hédi Khelil            |
| Ministre de l'Enseignement supérieur et de la Recherche scientifique                                                       | Abdessalem Mseddi      |
| Ministre de l'Agriculture                                                                                                  | Lassaad Ben Osman      |
| Ministre de la Jeunesse et des Sports                                                                                      | Abdelhamid Escheikh    |
| Ministre des Affaires culturelles                                                                                          | Abdelmalek Laârif      |
| Secrétaire d'État auprès du ministre de la Santé publique                                                                  | Hamouda Ben Slama      |
| Secrétaire d'État auprès du ministre de l'Équipement et de l'Habitat chargé de l'Habitat et de l'Aménagement du territoire | Mohamed Ali Bouleymane |
| Secrétaire d'État auprès du ministre du Transport et du Tourisme chargé du Tourisme                                        | Ahmed Smaoui           |
| Secrétaire d'État auprès du ministre de l'Agriculture chargé des Ressources hydrauliques                                   | Ameur Horchani         |
| Secrétaire général du ministère de la Défense nationale                                                                    | Abdallah Kallel        |

#### Remaniement du 27 avril 1988
| Portefeuille                                                                                  | Nom          |
| --------------------------------------------------------------------------------------------- | ------------ |
| Secrétaire d'État auprès du ministre de l'Intérieur chargé des Affaires régionales et locales | Amor Bejaoui |